# Arenaria mcneillii
Arenaria mcneillii là loài thực vật có hoa thuộc họ Cẩm chướng. Loài này được Aytaç & H.Duman mô tả khoa học đầu tiên năm 2004.